# Festival mondial de l'image sous-marine et de l'environnement marin
Le Festival mondial de l'image sous-marine et de l'environnement marin, ou Aquatic-Festival, anciennement Festival mondial de l'image sous-marine, (FMISM), est un festival international de films documentaires, de musique, de livres et de photographies et de conférences, qui se déroule chaque année depuis 1974. 
- 1974 à 2008 Antibes
- 2009 à 2017 Marseille, notamment au Palais du Pharo 2009 à 2012 et aussi en 2017, après avoir été installé au parc Chanot de 2013 à 2015,.

## Historique

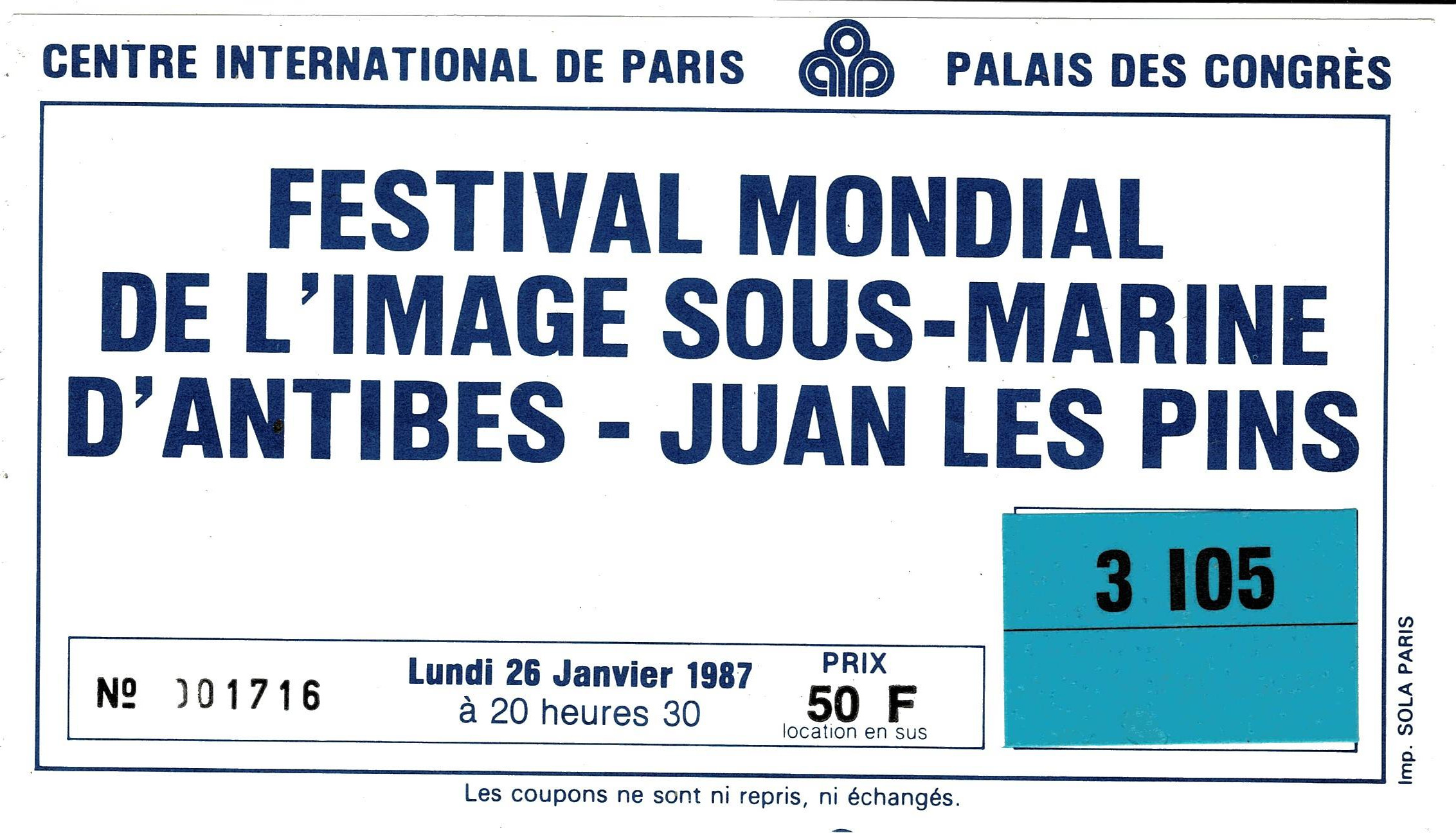
Billet du festival de 1987, à Antibes.

Créé à Antibes en 1974 par Daniel Mercier, un plongeur renommé, le festival a pour thème les films et photographies subaquatiques, et comporte une série de concours et de prix remis par un jury. Pendant la durée du festival, les films, les photographies et les musiques en compétition sont présentés au public. D'abord organisé à Antibes de 1974 à 2008, notamment au Marineland et au Palais des Congrès d'Antibes, le festival se tient ensuite à Marseille de 2009 à 2017. Néanmoins l’édition 2016 n’a pas eu lieu en raison du dépôt de bilan fin 2015 de la structure originelle .
Les archives du FMISM, qui comportent de nombreux films et photographies, ont été regroupées au sein de la Fondation du festival mondial de l'image sous-marine.
En 2014, le festival avait comme partenaires l'UNESCO, la région PACA, la ville de Marseille, Nausicaá (le Centre National de la Mer), et Planète Thalassa, entre autres.
Parmi les participants du festival au cours des années, on compte notamment les réalisateurs et plongeurs Luc Besson, Jean-Michel Cousteau, Henri Delauze, Luigi Ferraro, Hans Hass, André Laban, Christian Pétron, Jacques Piccard, Dimitri Rebikoff, les écrivains Jacques Mayol, Philippe Tailliez, l'actrice Claire Keim, les compositeurs Arthur Aharonyan, Luc Baiwir, Thomas Bloch, Xavier Bussy, Guillaume Connesson, Christian Éloy, Claude-Samuel Lévine, Guy-Claude Luypaerts, Thierry Machuel, Christine Ott, Jean-Baptiste Robin, Gabriel Sivak, Laurent Ziliani ainsi que les océanographes et biologistes Sandra Bessudo, Eugenie Clark, Lucien Laubier et le Prince Albert II de Monaco,.
En 2016, le festival mis en redressement judiciaire, est repris par Frédéric Presles, producteur et réalisateur de films documentaires sous-marins primé au festival en 1997 et 1998. La fondation du Festival qui détenait un fonds d'archives cède celui-ci au repreneur afin qu'il puisse relancer le Festival en conservant sa base historique.  Le festival renaît en 2017 sous une nouvelle identité et devient AQUATIC FESTIVAL en s’interressant également dorénavant à l’ensemble des domaines maritimes et aquatiques,.

## Prix

### Longs et moyens métrages
- Palme d'Or
- Palme d'Argent
- Palme de Bronze
- Prix Spécial du Jury
- Prix du Public
- Prix de l'Institut Océanographique - Fondation Albert 1er, Prince de Monaco
- Prix de la meilleure adaptation musicale

### Courts-métrages
- Palme d'Or
- Palme d'Argent
- Palme de Bronze
- Prix Spécial du Jury
- Prix de la F.F.C.V (Fédération Française de Cinéma et Vidéo)
- Prix de l'Institut océanographique Paul Ricard

### Portfolios et montages audio-visuels

#### Conchylilogie
- Prix Jorge Albuquerque
- Prix de l'association française de conchyliologie

#### Montages audiovisuels

##### Séries sonorisées
- Plongeur d'Or
- Plongeur d'Argent
- Prix de la meilleure adaptation musicale

##### Diaporamas
- Plongeur d'Or
- Plongeur d'Argent
- Prix de la meilleure adaptation musicale

##### Portfolios
- Plongeur d'Or
- Plongeur d'Argent
- Plongeur de Bronze
- Prix Ocean Geographic Society

### Palmarès Photos

#### Photos couleurs
- Plongeur d'Or
- Plongeur d'Argent
- Plongeur de Bronze
- Prix André Laban "La Passion du Bleu"
- Prix Our World Underwater Scholarship Society[14]

#### Photos noir et blanc
- Plongeur d'Or,
- Plongeur d'Argent
- Prix Jean et Maryse Chapeyroux

### La musique et la mer
- Prix François de Roubaix
- Prix du Festival
- Prix de l'Institut océanographique Paul Ricard

### Le Livre et la mer
- Prix mondial du livre d'image sous-marine
- Prix du meilleur guide du monde sous-marin

### Prix du site web sous-marin
- Prix du site éducatif
- Prix du site de promotion

Prix du site artistique